# Gradski muzej Orahovica
Gradski muzej Orahovica je muzej u hrvatskom gradu Orahovici. Smješten je na adresi Trg plemenitih Mihalovića 1.
Muzej je lokalnog djelokruga, statusa B. Stalni muzejski postav čine povijesni izlošci.
Postav se nalazi u prostorima kuriji Mihalović. U budućnosti će u stalni postav ući nalazi nađeni pri istraživanju Ružice grada.
Zgrada ovog muzeja izgrađena je zadnjeg desetljeća 19. i početkom 20. st. Zgrada je pripadala dr-u Svetozaru Grginu.